# Convocation des états généraux de 1789 en Bourgogne
| BAILLIAGES (et Bailliages secondaires en parenthèses)  | CLERGÉ                                                                     | NOBLESSE                                                                                       | TIERS-ÉTAT |
| ------------------------------------------------------ | -------------------------------------------------------------------------- | ---------------------------------------------------------------------------------------------- | --- |
| Dijon (Auxonne, Beaune, Nuits et Saint-Jean-de-Losne)  | - Desmontiers de Mérinville, évêque - Merceret, curé de Fontaine-les-Dijon | - Lemulier de Bressey, conseiller honoraire au Parlement - De Levis-Mirepoix, maréchal de camp | - Volfius (Alexandre), avocat au Parlement - Arnoult, avocat au Parlement - Hernoux, négociant à Saint-Jean-de-Losne - Gantheret, cultivateur à Bourguignon |
| Autun (Bourbon-Lancy, Montcenis et Semur-en-Brionnais) | - Talleyrand-Périgord, évêque                                              | Marquis de Digoine du Palais                                                                   | - Repoux, avocat à Autun - Verchère de Reffye, avocat à Marcigny                                                                                            |
| Chalon                                                 | - Genetet, curé d'Étrigny - Oudot, curé de Savigny-en-Revermont            | - Marquis de Sassenay - Burignot de Varennes                                                   | - Petiot, procureur au bailliage - Paccard, avocat à Chalon - Sancy - Bernigaud de Granges, lieutenant au bailliage                                         |
| Semur-en-Auxois (Avallon, Arnay-le-Duc et Saulieu)     | - Boulliotte, curé d'Arnay                                                 | - Marquis d'Argenteuil                                                                         | - Guyot, (Antoine), avocat à Arnay - Guiot, (Florent), avocat à Semur                                                                                       |
| Châtillon-sur-Seine                                    | - Couturier, curé de Salives                                               | - Comte de Chastenay                                                                           | - Frochot, avocat à Aignay - Benoist, avocat à Frolois |
| Charolles                                              | - Pocheron, curé de Champvent                                              | - Marquis de la Coste                                                                          | - Geoffroy, avocat à Lyon - Fricaud, avocat à Charolles |
| Mâcon                                                  | - Ducret, curé à Tournus                                                   | - La Baume, comte de Montrevel                                                                 | - De Lamétherie, avocat au Parlement - Merle, maire de Mâcon                                                                                                |
| Auxerre                                                | - Champion de Cicé, évêque                                                 | - De Moncorps Duchesnoy,                                                                       | - Marie de la Forge, conseiller au bailliage - Paultre des Épinettes, bourgeois                                                                             |
| Bar-sur-Seine                                          | - Bluget, curé des Riceys                                                  | - Baron de Crussol,                                                                            | - Bouchotte, procureur du roi - Parisot, avocat au Parlement                                                                                                |
| Bourg                                                  | - Gueidan, curé de Saint-Trivier - Bottex, curé de Neuville                | - De la Bévière, - Baron de Cardon de Sandrans                                                 | - Populus, avocat à Bourg - Bouveiron, bourgeois à Treffort - Gauthier des Orcières, avocat à Bourg, - Picquet, avocat au bailliage,                        |
| Bugey et Valromey                                      | - Aimé Favre, curé d'Hotonnes                                              | - De Clermont Mont-Saint-Jean,                                                                 | - Brillat-Savarin, avocat à Belley - Lilia de Crose, avocat au Parlement                                                                                    |
| Gex                                                    | - Rouph de Varicourt, curé de Gex                                          | - De Crassier,                                                                                 | - Girot de Thoiry, avocat au Parlement - Girot de Chevry, bourgeois                                                                                         |
| Trévoux                                                | - Lousmeau-Dupont, curé St-Didier                                          | - Vincent de Panette,                                                                          | - Arriveur, propriétaire - Jourdan, avocat |